# Interlands Luxemburgs voetbalelftal 1920-1929
Deze pagina toont een chronologisch en gedetailleerd overzicht van de interlands die het Luxemburgs voetbalelftal heeft gespeeld in de periode 1920 – 1929.

## Interlands

### 1920
| Olympische Spelen 1920 |
| ---------------------- |

|                                                                                     |                                         |       |           |                                                                             |
| 28 augustus Olympische Spelen Eerste ronde № 4 «onderlinge duels» 17:30 uur (UTC+1) | Nederland                               | 3 – 0 | Luxemburg | Dudenpark, Vorst Toeschouwers: 3.000 Scheidsrechter: Georges Hubrecht (BEL) |
| 28 augustus Olympische Spelen Eerste ronde № 4 «onderlinge duels» 17:30 uur (UTC+1) | Jaap Bulder 30' Ber Groosjohan 47', 85' |       |           | Dudenpark, Vorst Toeschouwers: 3.000 Scheidsrechter: Georges Hubrecht (BEL) |

|  |  |  |  |  |  |  |  |  |

### 1921
Geen interlands gespeeld.

### 1922
|                                                                     |                            |       |           |                                                                                                  |
| 15 januari Vriendschappelijk № 5 «onderlinge duels» 14:00 uur (UTC) | Luxemburg                  | 3 – 2 | Frankrijk | Sportveld Sporting Club Luxemburg, Luxemburg Toeschouwers: 6.000 Scheidsrechter: Paul Putz (BEL) |
| 15 januari Vriendschappelijk № 5 «onderlinge duels» 14:00 uur (UTC) | Robert Elter 20', 60', 75' |       | ?         | Sportveld Sporting Club Luxemburg, Luxemburg Toeschouwers: 6.000 Scheidsrechter: Paul Putz (BEL) |

### 1923
|                                                                      |           |       |                                     |                                                                                |
| 25 februari Vriendschappelijk № 6 «onderlinge duels» 14:30 uur (UTC) | Frankrijk | 3 – 2 | Luxemburg                           | Stade Bergeyre, Parijs Toeschouwers: 5.000 Scheidsrechter: John Langenus (BEL) |
| 25 februari Vriendschappelijk № 6 «onderlinge duels» 14:30 uur (UTC) | ?         |       | 31' Tiny Langers 74' François Weber | Stade Bergeyre, Parijs Toeschouwers: 5.000 Scheidsrechter: John Langenus (BEL) |

### 1924
|                                                                     |                    |       |           |                                                                                                |
| 13 januari Vriendschappelijk № 7 «onderlinge duels» 14:00 uur (UTC) | Luxemburg          | 1 – 2 | Frankrijk | Sportveld CA Spora Luxemburg, Luxemburg Toeschouwers: 3.500 Scheidsrechter: Félix Herren (SUI) |
| 13 januari Vriendschappelijk № 7 «onderlinge duels» 14:00 uur (UTC) | Albert Massard 41' |       | ?         | Sportveld CA Spora Luxemburg, Luxemburg Toeschouwers: 3.500 Scheidsrechter: Félix Herren (SUI) |

|                                                                  |        |       |                  |                                                                                       |
| 4 mei Vriendschappelijk № 8 «onderlinge duels» 15:00 uur (UTC+1) | België | 2 – 1 | Luxemburg        | Stade du Jeunesse, Aarlen Toeschouwers: 1.500 Scheidsrechter: Robert Van Assche (BEL) |
| 4 mei Vriendschappelijk № 8 «onderlinge duels» 15:00 uur (UTC+1) | ?      |       | 56' Robert Elter | Stade du Jeunesse, Aarlen Toeschouwers: 1.500 Scheidsrechter: Robert Van Assche (BEL) |

|                                                                   |                       |       |        |                                                                                                 |
| 11 mei Vriendschappelijk № 9 «onderlinge duels» 15:00 uur (UTC+1) | Luxemburg             | 2 – 1 | België | Sportveld CA Spora Luxemburg, Luxemburg Toeschouwers: 2.500 Scheidsrechter: Gaston Vallat (FRA) |
| 11 mei Vriendschappelijk № 9 «onderlinge duels» 15:00 uur (UTC+1) | Tiny Langers 35', 61' |       | ?      | Sportveld CA Spora Luxemburg, Luxemburg Toeschouwers: 2.500 Scheidsrechter: Gaston Vallat (FRA) |

| Olympische Spelen 1924 |
| ---------------------- |

|                                                                                   |                                                |       |           |                                                                                    |
| 29 mei Olympische Spelen Achtste finale № 10 «onderlinge duels» 16:00 uur (UTC+1) | Italië                                         | 2 – 0 | Luxemburg | Stade Pershing, Parijs Toeschouwers: 4.254 Scheidsrechter: Olivier de Ricard (FRA) |
| 29 mei Olympische Spelen Achtste finale № 10 «onderlinge duels» 16:00 uur (UTC+1) | Adolfo Baloncieri 20' Giuseppe Della Valle 38' |       |           | Stade Pershing, Parijs Toeschouwers: 4.254 Scheidsrechter: Olivier de Ricard (FRA) |

|  |  |  |  |  |  |  |  |  |

|                                                                     |        |       |                  |                                                                                               |
| 5 oktober Vriendschappelijk № 11 «onderlinge duels» 14:30 uur (UTC) | België | 4 – 1 | Luxemburg        | Stadion Achter de Kazerne, Mechelen Toeschouwers: 8.000 Scheidsrechter: Charles Barette (BEL) |
| 5 oktober Vriendschappelijk № 11 «onderlinge duels» 14:30 uur (UTC) | ?      |       | 20' Léon Lefèvre | Stadion Achter de Kazerne, Mechelen Toeschouwers: 8.000 Scheidsrechter: Charles Barette (BEL) |

|                                                                       |           |       |                                                  |                                                                               |
| 11 november Vriendschappelijk № 12 «onderlinge duels» 14:30 uur (UTC) | Frankrijk | 3 – 3 | Luxemburg                                        | Stade Bergeyre, Parijs Toeschouwers: 12.000 Scheidsrechter: Ed Dizerens (SUI) |
| 11 november Vriendschappelijk № 12 «onderlinge duels» 14:30 uur (UTC) | ?         |       | 15' Tiny Langers Albert Massard 40' Robert Elter | Stade Bergeyre, Parijs Toeschouwers: 12.000 Scheidsrechter: Ed Dizerens (SUI) |

### 1925
Geen interlands gespeeld.

### 1926
|                                                                       |                 |       |        |                                                                                      |
| 14 februari Vriendschappelijk № 13 «onderlinge duels» 14:30 uur (UTC) | Luxemburg       | 1 – 1 | België | Stade du Thillenberg, Luxemburg Toeschouwers: 6.000 Scheidsrechter: Nic Schmit (LUX) |
| 14 februari Vriendschappelijk № 13 «onderlinge duels» 14:30 uur (UTC) | Robert Ries 89' |       | ?      | Stade du Thillenberg, Luxemburg Toeschouwers: 6.000 Scheidsrechter: Nic Schmit (LUX) |

|                                                                    |                                                              |       |           |                                                                                             |
| 11 april Vriendschappelijk № 14 «onderlinge duels» 15:00 uur (UTC) | Luxemburg                                                    | 4 – 0 | Frankrijk | Stade du Thillenberg, Luxemburg Toeschouwers: 5.000 Scheidsrechter: Robert Van Assche (BEL) |
| 11 april Vriendschappelijk № 14 «onderlinge duels» 15:00 uur (UTC) | François Weber 44' Josy Kirpes 68' René Jackmuth Robert Ries |       |           | Stade du Thillenberg, Luxemburg Toeschouwers: 5.000 Scheidsrechter: Robert Van Assche (BEL) |

|                                                                      |        |       |                  | |
| 5 december Vriendschappelijk № 15 «onderlinge duels» 14:00 uur (UTC) | België | 6 – 1 | Luxemburg        | Sportveld Charleroi Sporting Club, Charleroi Toeschouwers: 8.000 Scheidsrechter: Charles Malevez (BEL) |
| 5 december Vriendschappelijk № 15 «onderlinge duels» 14:00 uur (UTC) | ?      |       | 43' Léon Lefèvre | Sportveld Charleroi Sporting Club, Charleroi Toeschouwers: 8.000 Scheidsrechter: Charles Malevez (BEL) |

### 1927
|                                                                       |           |       |                              |                                                                                |
| 13 februari Vriendschappelijk № 16 «onderlinge duels» 14:30 uur (UTC) | Frankrijk | 5 – 2 | Luxemburg                    | Stade de Gerland, Lyon Toeschouwers: 8.000 Scheidsrechter: César Vétrano (FRA) |
| 13 februari Vriendschappelijk № 16 «onderlinge duels» 14:30 uur (UTC) | ?         |       | pen.' Jean-Pierre Weisgerber | Stade de Gerland, Lyon Toeschouwers: 8.000 Scheidsrechter: César Vétrano (FRA) |

|                                                                      |                 |       |        |                                                                                                |
| 17 april Vriendschappelijk № 17 «onderlinge duels» 15:00 uur (UTC+1) | Luxemburg       | 1 – 5 | Italië | Stade de la Frontière, Esch-sur-Alzette Toeschouwers: 5.000 Scheidsrechter: Peco Bauwens (GER) |
| 17 april Vriendschappelijk № 17 «onderlinge duels» 15:00 uur (UTC+1) | Josy Kirpes 71' |       | ?      | Stade de la Frontière, Esch-sur-Alzette Toeschouwers: 5.000 Scheidsrechter: Peco Bauwens (GER) |

|                                                                    |                                     |       |                                                       |                                                                                             |
| 21 mei Vriendschappelijk № 18 «onderlinge duels» 18:15 uur (UTC+1) | Luxemburg                           | 2 – 5 | Engeland                                              | Stade de la Frontière, Esch-sur-Alzette Toeschouwers: 3.789 Scheidsrechter: Paul Putz (BEL) |
| 21 mei Vriendschappelijk № 18 «onderlinge duels» 18:15 uur (UTC+1) | Adolphe Hubert 12' Léon Lefèvre 13' |       | 18', 65', 72' Billy Dean 35' Bob Kelly 86' Sid Bishop | Stade de la Frontière, Esch-sur-Alzette Toeschouwers: 3.789 Scheidsrechter: Paul Putz (BEL) |

### 1928
|                                                                   |                                     |       |        |                                                                                              |
| 1 april Vriendschappelijk № 19 «onderlinge duels» 15:30 uur (UTC) | Luxemburg                           | 2 – 3 | België | Sportveld CA Spora Luxemburg, Luxemburg Toeschouwers: 3.000 Scheidsrechter: Nic Schmit (LUX) |
| 1 april Vriendschappelijk № 19 «onderlinge duels» 15:30 uur (UTC) | Joseph Koetz 10' Joseph Berchem 34' |       | ?      | Sportveld CA Spora Luxemburg, Luxemburg Toeschouwers: 3.000 Scheidsrechter: Nic Schmit (LUX) |

|                                                                      |                 |       |           |                                                                                              |
| 15 april Vriendschappelijk № 20 «onderlinge duels» 15:30 uur (UTC+1) | Luxemburg       | 1 – 3 | Frankrijk | Stade de la Frontière, Esch-sur-Alzette Toeschouwers: 3.000 Scheidsrechter: Max Krämer (SUI) |
| 15 april Vriendschappelijk № 20 «onderlinge duels» 15:30 uur (UTC+1) | Josy Kirpes 73' |       | ?         | Stade de la Frontière, Esch-sur-Alzette Toeschouwers: 3.000 Scheidsrechter: Max Krämer (SUI) |

| Olympische Spelen 1928 |
| ---------------------- |

|                                                                                      |                                                                   |       |                                                                 |                                                                                         |
| 27 mei Olympische Spelen Achtste finale № 21 «onderlinge duels» 19:00 uur (UTC+1:20) | België                                                            | 5 – 3 | Luxemburg                                                       | Olympisch Stadion, Amsterdam Toeschouwers: 5.834 Scheidsrechter: Lorenzo Martínez (ARG) |
| 27 mei Olympische Spelen Achtste finale № 21 «onderlinge duels» 19:00 uur (UTC+1:20) | Raymond Braine 9', 72' Louis Versyp 20' Jacques Moeschal 23', 67' |       | 32' Willy Schütz 43' Jean-Pierre Weisgerber 45' Robert Theissen | Olympisch Stadion, Amsterdam Toeschouwers: 5.834 Scheidsrechter: Lorenzo Martínez (ARG) |

|  |  |  |  |  |  |  |  |  |

|                                                                     |                     |       |        |                                                                                                  |
| 28 juni Vriendschappelijk № 22 «onderlinge duels» 19:00 uur (UTC+1) | Luxemburg           | 1 – 1 | Egypte | Stade de la Frontière, Esch-sur-Alzette Toeschouwers: 4.000 Scheidsrechter: Georges Balvay (FRA) |
| 28 juni Vriendschappelijk № 22 «onderlinge duels» 19:00 uur (UTC+1) | Robert Theissen 52' |       | ?      | Stade de la Frontière, Esch-sur-Alzette Toeschouwers: 4.000 Scheidsrechter: Georges Balvay (FRA) |

|                                                                      |        |       |                     |                                                                                        |
| 4 november Vriendschappelijk № 23 «onderlinge duels» 14:30 uur (UTC) | België | 1 – 1 | Luxemburg           | Emanuel Hielstadion, Gentbrugge Toeschouwers: 9.000 Scheidsrechter: Roger Conrié (FRA) |
| 4 november Vriendschappelijk № 23 «onderlinge duels» 14:30 uur (UTC) | ?      |       | 36' Pierre Bommertz | Emanuel Hielstadion, Gentbrugge Toeschouwers: 9.000 Scheidsrechter: Roger Conrié (FRA) |

### 1929
|                                                                       |           |       |                                         |                                                                                         |
| 17 februari Vriendschappelijk № 24 «onderlinge duels» 15:00 uur (UTC) | Frankrijk | 5 – 3 | Luxemburg                               | Parc des Sports, Bordeaux Toeschouwers: 10.000 Scheidsrechter: José Murguía Ortiz (ESP) |
| 17 februari Vriendschappelijk № 24 «onderlinge duels» 15:00 uur (UTC) | ?         |       | 22', 90' Robert Theissen Mathias Becker | Parc des Sports, Bordeaux Toeschouwers: 10.000 Scheidsrechter: José Murguía Ortiz (ESP) |

België · Bulgarije · Denemarken · Duitsland · Engeland · Estland · Finland · Frankrijk · Griekenland · Hongarije · Ierland · Italië · Joegoslavië · Letland · Litouwen · Luxemburg · Nederland · Noord-Ierland · Noorwegen · Oostenrijk · Polen · Portugal · Roemenië · Schotland · Sovjet-Unie · Spanje · Tsjecho-Slowakije · Turkije · Wales · Zweden · Zwitserland
FLF · A-internationals · Bondscoaches · Statistieken · Luxemburgs vrouwenelftal · Luxemburg U21 · Luxemburg U19 · Luxemburg U18 · Luxemburg U17 · Luxemburg U16
1911 – 1919 ·
1920 – 1929 ·
1930 – 1939 ·
1940 – 1949 ·
1950 – 1959 ·
1960 – 1969 ·
1970 – 1979 ·
1980 – 1989 ·
1990 – 1999 ·
2000 – 2009 ·
2010 – 2019 ·
2020 − 2029
OS 1920 · 
OS 1924 · 
OS 1928 · 
OS 1936 · 
OS 1948 · 
OS 1952
1911 · 
1912 · 
1913 · 
1914 · 
1915 · 1916 · 1917 · 1918 · 1919 · 
1920 · 
1921 · 1922 · 1923 · 
1924 · 
1925 · 1926 · 
1927 · 
1928 · 
1929 · 1930 · 1931 · 1932 · 1933 · 
1934 · 
1935 · 
1936 · 
1937 · 
1938 · 
1939 · 
1940 · 
1941 · 1942 · 1943 · 1944 · 
1945 · 
1946 · 
1947 · 
1948 · 
1949 · 
1950 · 
1952 · 
1952 · 
1953 · 
1954 · 
1955 · 
1956 · 
1957 · 
1958 · 
1959 · 
1960 · 
1961 · 
1962 · 
1963 · 
1964 · 
1965 · 
1966 · 
1967 · 
1968 · 
1969 · 
1970 · 
1971 · 
1972 · 
1973 · 
1974 · 
1975 · 
1976 · 
1977 · 
1978 · 
1979 · 
1980 · 
1981 · 
1982 · 
1983 · 
1984 · 
1985 · 
1986 · 
1987 · 
1988 · 
1989 · 
1990 · 
1991 · 
1992 · 
1993 · 
1994 · 
1995 · 
1996 · 
1997 · 
1998 · 
1999 · 
2000 · 
2001 · 
2002 · 
2003 · 
2004 · 
2005 · 
2006 · 
2007 · 
2008 · 
2009 · 
2010 · 
2011 · 
2012 · 
2013 · 
2014 · 
2015 ·
2016 ·
2017 ·
2018 ·
2019 ·
2020 ·
2021
Afghanistan ·
Albanië ·
Algerije ·
Armenië ·
Azerbeidzjan ·
België ·
Bosnië en Herzegovina ·
Brazilië ·
Bulgarije ·
Canada ·
Cyprus ·
DDR ·
Denemarken ·
(West-)Duitsland ·
Egypte ·
Engeland ·
Estland ·
Faeröer ·
Finland ·
Frankrijk ·
Gambia ·
Georgië ·
Griekenland ·
Hongarije ·
Ierland ·
IJsland ·
Israël ·
Italië ·
Japan ·
Joegoslavië ·
Kaapverdië ·
Kameroen ·
Kazachstan ·
Letland ·
Liechtenstein ·
Litouwen ·
Madagaskar ·
Malta ·
Marokko ·
Mexico ·
Moldavië ·
Montenegro ·
Myanmar ·
Nederland ·
Nigeria ·
Noord-Ierland ·
Noord-Macedonië ·
Noorwegen ·
Oekraïne ·
Oostenrijk ·
Polen ·
Portugal ·
Qatar ·
Roemenië ·
Rusland ·
San Marino ·
Saoedi-Arabië ·
Schotland ·
Senegal ·
Servië ·
Servië en Montenegro ·
Slovenië ·
Slowakije ·
Sovjet-Unie ·
Spanje ·
Thailand ·
Togo ·
Tsjechië ·
Tsjecho-Slowakije ·
Turkije ·
Uruguay ·
Verenigde Staten ·
Wales ·
Wit-Rusland ·
Zuid-Korea ·
Zweden ·
Zwitserland